# Hokej na travi na Sveafričkim igrama 1995.
Hokej na travi na Sveafričkim igrama 1995. hokeju na travi za muške 1995. se održao u Zimbabveu, u Harareu.
Održao se u razdoblju od 13. do 23. rujna 1995.

## Muški turnir

### Natjecateljski sustav
Hokej na travi je po treći put bio na programu Sveafričkih igara. 

### Konačni poredak
| Mj. | Država   |
| --- | -------- |
| 1.  | JAR      |
| 2.  | Egipat   |
| 3.  | Kenija   |
| 4.  | Zimbabve |
| 5.  | Nigerija |
| 6.  | Namibija |

## Ženski turnir

### Natjecateljski sustav
Hokej na travi za žene je po prvi put bio na programu Sveafričkih igara. 
Igrao se u Bulawayu.

### Konačni poredak
| Mj. | Država   |
| --- | -------- |
| 1.  | JAR      |
| 2.  | Zimbabve |
| 3.  | Kenija   |
| 4.  | Namibija |
| 5.  | Nigerija |
| 6.  | Gana     |